# Agathodes musivalis
Agathodes musivalis là một loài bướm đêm trong họ Crambidae.